# کریستوفر چیپیندیل
کریستوفر چیپیندیل (انگلیسی: Christopher Chippindale؛ زادهٔ ۱۳ اکتبر ۱۹۵۱) انسان‌شناس، و باستان‌شناس اهل بریتانیا است. او استادویژهٔ (Reader) دانشگاه کمبریج در رشتهٔ باستاشناسی و گردآورندهٔ ارشد در موزهٔ باستان‌شناسی و انسان‌شناسی لندن است.